# Andrena miegiella
Andrena miegiella är en biart som beskrevs av Dours 1873. Andrena miegiella ingår i släktet sandbin, och familjen grävbin. Inga underarter finns listade i Catalogue of Life.